# Kjell Eugenio Laugerud García
Kjell Eugenio Laugerud García (Ciudad de Guatemala; 24 de enero de 1930 - 9 de diciembre de 2009) fue un militar y político guatemalteco, que se desempeñó como presidente de Guatemala desde el 1 de julio de 1974 hasta el 1 de julio de 1978.
Su período presidencial —ocurrido durante la Guerra Civil de Guatemala— se caracterizó por ser más tolerante hacia la oposición —que se reforzó considerablemente—, por su eficiente respuesta ante el desastre del terremoto del 4 de febrero de 1976 y por un incremento en la explotación petrolera en la Franja Transversal del Norte.  En los últimos días de su gobierno se produjo la masacre de Panzós en la jurisdicción de la Franja Transversal del Norte, cuando elementos del ejército repelieron violentamente una manifestación pacífica de campesinos al sentirse atacados por estos últimos.

## Biografía

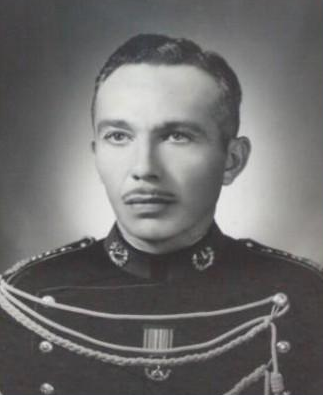
Laugerud García en 1951.

Logo del Movimiento de Liberación Nacional, partido político anticomunista que apoyó la candidatura presidencial del general Laugerud García.

De padre noruego y madre guatemalteca, en su carrera militar ocupó importantes cargos, como la dirección de la Escuela Politécnica, la agregaduría militar en la embajada de su país en Washington (Estados Unidos) y la jefatura del Estado Mayor del Ejército. Durante la presidencia de Carlos Arana Osorio (1970-1974), fue ascendido a general y nombrado Ministro de la Defensa.
En marzo de 1974 fue candidato en las elecciones presidenciales de ese año por el Movimiento de Liberación Nacional y fue designado presidente por el Congreso de la República de Guatemala en julio del mismo año al pasar a la segunda vuelta electoral junto al candidato de la Democracia Cristiana Guatemalteca, el general Efraín Ríos Montt Su nombramiento fue impugnado por la oposición, que cuestionó la legalidad del proceso electoral.

## Gobierno (1974-1978)

### Gabinete
El gabinete de Laugerud García estuvo conformado por personas altamente competentes y respetadas:
- Ministro de relaciones exteriores: licenciado Adolfo Molina Orantes. Reconocido jurisconsulto a nivel internacional, quien ya había sido canciller de Guatemala en 1958.
- Ministro de gobernación: general Leonel Vassaux. Amigo personal de Laugerud.
- Ministro de la defensa: general Fausto Rubio. Ya había sido nombrado para esta cartera en el gobierno de Arana Osorio. Era amigo personal de Laugerud y había sido su jefe de Estado Mayor cuando este fue ministro de la defensa durante el gobierno de Arana Osorio.
- Ministro de finanzas: Jorge Lamport. Continuó en el puesto, pues era el ministro de finanzas del gobierno de Arana Osorio. Fue probablemente el funcionario más competente del gobierno de Arana.
- Ministro de economía: Eduardo Palomo. Hasta entonces presidente del Banco de Guatemala, y quien ya había servido como viceministro de dicha cartera.
- Ministro de comunicaciones: Gustavo Anzueto. Anzueto ya había sido ministro de comunicaciones en el gobierno de Arana Osorio. Miembro del partido Movimiento de Liberación Nacional.
- Ministro de agricultura: Roberto Zachrisson. Miembro activo de la Unión Nacional del Agro (UNAGRO).
- Ministro de salud pública: Dr. Julio Castillo Sinibaldi. Hasta entonces jefe de cirugía del hospital militar y reemplazado con la llegada del terremoto en 1976 por el Dr. Julio Benjamín Sultán Berkowitz
- Ministro de educación: Guillermo Putzeys, de tan sólo 38 años de edad, y quien entonces era el decano de la Facultad de Humanidades de la Universidad de San Carlos de Guatemala
- Ministro de trabajo: Daniel Corzo de la Roca
- Secretario de relaciones públicas:  Roberto Girón Lemus, quien era entonces editor del periódico La Nación. Durante el gobierno del general Arana Osorio redactó varios discursos para el presidente. También había participado en los gobiernos de Juan José Arévalo y Jacobo Arbenz.[3]

### Terremoto de 1976
| Documental fílmico Terremoto en Guatemala Guatemala, 4 de febrero de 1976: \| Enlace \| Descripción \| \| ---------------------------------------------------------------------------------------------- \| ------------------------------------------------------------------------------------------- \| \| «Terremoto en Guatemala de 1976». Página de Villagt.com. Consultado el 5 de noviembre de 2014. \| Documental sobre los efectos del terremoto que sacudió a Guatemala el 4 de febrero de 1976. \| |                                                                                             |
| Enlace | Descripción                                                                                 |
| «Terremoto en Guatemala de 1976». Página de Villagt.com. Consultado el 5 de noviembre de 2014. | Documental sobre los efectos del terremoto que sacudió a Guatemala el 4 de febrero de 1976. |

Durante su gestión gubernamental sucedió el terremoto del 4 de febrero de 1976, el cual generó una crisis sin precedentes en el país. La zona más afectada por el terremoto cubría alrededor de 30 000 km², con una población de 2.5 millones de personas. Aproximadamente 258 mil casas fueron destruidas, dejando a cerca de 1.2 millones de personas sin hogar. 40% de la infraestructura hospitalaria nacional fue destruida, mientras que otros centros de salud también sufrieron daños sustanciales. Laugerud García usó el dinero obtenido de donaciones internacionales y realizó una campaña propagandística de ánimo bajo el lema ¡Guatemala está en pie!. Hubo serios casos de corrupción durante la reconstrucción bajo su gobierno. Sin embargo, al final de su gobierno. la infraestructura estaba recuperada y en diez años ya no había vestigios de la destrucción.  Años después refirió que todavía tenía pesadillas sobre el terremoto de 1976.

### Guerra Civil de Guatemala
Para combatir a la guerrilla, Laugerud recurrió a la declaración del estado de sitio; los efectos del mismo se sintieron en todos los estratos sociales. Por ejemplo, cuando en 1974 el dramaturgo Hugo Carrillo montó la obra El Señor Presidente, basada en la novela de Miguel Ángel Asturias, tuvo que hacerlo bajo el pseudónimo Franz Metz, y la policía judicial llegó a preguntar por la dirección de Asturias, que había fallecido meses antes en Madrid, España.

#### Asesinato de Mario López Larrave
Durante el gobierno de Laugerud García la represión que Arana Osorio había efectuado sobre los sindicatos guatemaltecos se redujo considerablemente, y estos empezaron a reorganizarse. En marzo de 1976, se formó el Comité Nacional de Unidad Sindical (CNUS), y uno de los principales asesores de la incipiente entidad fue el licenciado Mario López Larrave, exdecano de la Facultad de Derecho de la Universidad de San Carlos de Guatemala, miembro del Consejo Superior Universitario, en representación de Colegio de Abogados y Notarios de Guatemala y colaborador en la formación de numerosos sindicatos, siempre amparado en la Constitución de la República y en el Código de Trabajo. López Larrave fue asesinado el 8 de junio de 1977, cuando salía de su oficina; su sepelio fue la primera manifestación masiva de repudio al terror en Guatemala. Irónicamente, tras la muerte de López Larrave, se produce la huelga del Ingenio Panteleón, que modificó para siempre la historia sindical de la Costa Sur de Guatemala.

#### Masacre de Panzós
El 29 de mayo de 1978, el alcalde de Panzós había citado a los dirigentes campesinos del lugar para responder a las demandas y resistencia del pueblo en cuanto a los desalojos de sus tierras por parte de finqueros, autoridades locales, y militares a favor de los intereses económicos de la compañía Explotaciones Mineras de Izabal (EXMIBAL), además de la explotación minera de otros minerales por la empresa Transmetales, S.A.
El destacamento de las Fuerzas Armadas de Guatemala en Panzós (departamento de Alta Verapaz) perpetró el ametrallamiento de los indígenas manifestantes mayas kekchís como parte de la política contrainsurgente del gobierno, que utilizaba al ejército para contrarrestar este tipo de protestas, indicándole a los soldados que los campesinos eran insurgentes comunistas. Fueron asesinados al menos cincuenta y tres indígenas (entre hombres, mujeres y niños), y al menos 47 quedaron heridos, acusados de colaborar con las fuerzas guerrilleras opuestas al gobierno en esa región. Casi todos los cadáveres fueron enterrados en una fosa común con un tractor, en un intento de «desaparecerlos». En los días siguientes, varias decenas de cadáveres fueron vistos en distintas poblaciones a lo largo del río Polochic.

### Política exterior

#### Conflicto porBelice
Debido al conflicto por la soberanía de Belice, incrementado por la insistencia del Ejército de Guatemala y de miembros de la extrema derecha del país, el presidente Laugerud García solicitó al canciller, Adolfo Molina Orantes, que insistiera en resolver el conflicto por la vía diplomática con Inglaterra. Molina Orantes, por su parte, sentía que adquirir el territorio beliceño no le convendría a Guatemala en ese momento, ni la ayudaría a resolver ninguno de sus problemas económicos y sociales. Pese a su reticencia, y a pedidos por miembros del ejército y de la derecha para que renunciara a la cancillería, Molina Orantes trabajó en la resolución del conflicto. En 1977, representantes de Inglaterra y de Guatemala se reunieron en la Ciudad de Guatemala para una ronda de pláticas sobre la situación de Belice, en ese entonces todavía una colonia británica reclamada por Guatemala. El único resultado positivo de las reuniones fue un comunicado conjunto en el que ambos países se comprometieron a reducir las tensiones en la frontera común de ambos territorios. Sin embargo, unos días después, el jefe de la delegación británica, Ted Rowlands, dijo que las tropas que Inglaterra había enviado para proteger su territorio no serían removidas, a lo que el presidente Laugerud García replicó diciendo que la presencia de tropas inglesas en Belice era un acto de agresión contra Guatemala.
Pero la situación internacional no favoreció el reclamo guatemalteco:  Guatemala estaba cada vez más aislada diplomáticamente en su reclamo territorial, ya que muchas naciones latinoamericanas y caribeñas apoyaban la independencia de Belice. Incluso, el embajador de los Estados Unidos ante las Naciones Unidas, Andrew Young, dijo que los Estados Unidos apoyaban la independencia del territorio inglés, luego de haberse mantenido neutral hasta entonces.

#### Visita de los reyes de España
En 1974 visito al caudillo Francisco Franco en el Pardo en Madrid y en septiembre de 1977, los reyes de España, Juan Carlos I y Sofía visitaron a Guatemala en medio de una gira de buena voluntad por países de América Latina.

### Infraestructura
Aparte de la recuperación del país del terremoto del 4 de febrero de 1976, su gobierno realizó la construcción de importantes edificios públicos, como el Teatro Nacional, que fue terminado durante su gestión presidencial. La ceremonia de transferencia de mando a su sucesor, general Lucas García, se realizó el 1.º de julio de 1978 y sirvió para inaugurar las instalaciones del Teatro Nacional.

#### Franja Transversal del Norte
En 1970 el gobierno del general Carlos Arana Osorio declaró una zona de desarrollo agrario por el decreto N.º 60-70, creando oficialmente la Franja Transversal del Norte (FTN); en la FTN estaban incluidos los municipios: San Ana Huista, San Antonio Huista, Nentón, Jacaltenango, San Mateo Ixcatán, y Santa Cruz Barillas en Huehuetenango; Chajul y San Miguel Uspantán en el Quiché; Cobán, Chisec, San Pedro Carchá, Lanquín, Senahú, Cahabón y Chahal, en Alta Verapaz y la totalidad del departamento de Izabal.»
Desde 1974, se venía explotando crudo comercialmente en las cercanías de la FTN a raíz de los descubrimientos realizados por las petroleras Basic Resources y Shennadoah Oil, que operaban conjuntamente en el campo petrolero de Rubelsanto, Alta Verapaz. El 30 de julio de 1976, cuando Laugerud García llegó a visitar la cooperativa Mayalán en el sector de Ixcán, Quiché, el cual se había formado apenas diez 12 años antes, dijo:  «Mayalán está asentada en la cima del oro», dejando entrever que la Franja Transversal del Norte ya no sería dedicada a la agricultura ni al movimiento cooperativista, sino que sería utilizada por objetivos estratégicos de explotación de recursos naturales. Tras esa visita presidencial, ambas compañías petroleras realizaron exploraciones en tierras de Xalbal, muy cerca de Mayalán en el Ixcán, donde perforaron el pozo «San Lucas» con resultados infructuosos. Esas exploraciones, que abrieron el camino para futuros experimentos petroleros en Ixcán, y el resto de la FTN, también fueron el principal motivo para la construcción de la carretera de terracería que recorre la Franja. Shennadoah Oil, el Instituto Nacional de Transformación Agraria (INTA) y el Batallón de Ingenieros del Ejército se coordinaron para construir ese corredor entre 1975 y 1979, lo que a la postre permitió que políticos, militares y empresarios poderosos de la época se adueñaran de muchas de las tierras.

### Petróleo
La ley de hidrocarburos de 1975 tenía una visión nacionalista de la explotación de recursos petroleros y garantizaba importantes beneficios económicos para el Estado y para la cúpula militar.

### Educación
En 1976 le confiere al maestro sololateco E. Antonio Romero la orden Francisco Marroquín. Por haber sido el primer Maestro Rural condecorado en la historia del magisterio guatemalteco, el presidente Laugerud, benefició a Sololá con el mayor número de aulas Butler, para sustituir todas aquellas escuelas que habían sido destruidas por el terremoto de 1976.

## Después del gobierno
Fue sucedido en elecciones fraudulentas por el general Fernando Romeo Lucas-García, de su mismo partido. Laugerud había continuado una serie de mandatos, iniciados durante el gobierno del general Carlos Arana Osorio, que eran fruto de elecciones fraudulentas y que permitieron al Ejército mantener el poder durante doce años, dando una apariencia de alternabilidad republicana. El método de sucesión era simple:  el ministro de la Defensa renunciaba y se postulaba para presidente; al ganar las elecciones, su nuevo ministro renunciaba y se repetía el proceso. El 23 de marzo de 1982, tras las elecciones generales ganadas por el general Angel Aníbal Guevara, ex Ministro de la Defensa del gobierno de Lucas García, un grupo de oficiales del Ejército derrocó al presidente Lucas e instaló al general Efraín Ríos Montt, y los coroneles Manuel Gordillo y Horacio Maldonado Shaad como miembros de un triunvirato provisional, terminando así con la sucesión militar que se había implementado.

## Muerte
Falleció el 9 de diciembre de 2009 en la Ciudad de Guatemala tras padecer problemas renales y daños en los pulmones.

## Condecoraciones
- Caballero del collar de la Orden de Isabel la Católica (1978)
- Collar de la Orden al Mérito de Chile (1978)